# Orson Charles
Orson Charles (Tampa, 27 gennaio 1991) è un giocatore di football americano statunitense attualmente free agent, che ha giocato nel ruolo di tight end per i Cleveland Browns della National Football League (NFL). Fu scelto nel corso del quarto giro (116º assoluto) del Draft NFL 2012 dai Cincinnati Bengals. Al college ha giocato a football all'Università della Georgia.

## Carriera professionistica

### Cincinnati Bengals
Considerato uno dei migliori prospetti tra i giocatori nel ruolo di tight end disponibili nel Draft 2012, il 28 aprile Charles fu scelto nel corso del quarto giro dai Cincinnati Bengals. Nella sua stagione da rookie disputò tutte le 16 partite della stagione regolare, 6 delle quali come titolare, facendo registrare 8 ricezioni per 101 yard. Nella successiva scese in campo in tredici gare, nessuna come titolare, ricevendo un solo passaggio da 8 yard. Fu svincolato alla fine della pre-stagione 2014.

## Statistiche
| Partite totali         | 29  |
| Partite da titolare    | 6   |
| Ricezioni              | 9   |
| Yard su ricezione      | 109 |
| Touchdown su ricezione | 0   |

Statistiche aggiornate alla stagione 2013